# Maria Maunsbach
Sara Jenny Maria Maunsbach (geboren am 8. Januar 1990 in Höör) ist eine schwedische Autorin, Kulturjournalistin, Dramatikerin und ehemalige Radiomoderatorin.

## Leben
Maria Maunsbach wuchs in Höör auf und lebt heute in Malmö. Sie hat an der Fridhems Volkshochschule in Svalöv einen Kurs für kreatives Schreiben absolviert. Sie war Lehrerin für Bauchtanz und war von 2015 bis 2017 Moderatorin bei Sveriges Radio P3. Ihr Debüt gab sie 2018 mit dem Roman Bara ha roligt (Einfach Spaß haben).

## Werke
- Bara ha roligt[5] (Einfach Spaß haben) Brombergs förlag 2018
- Hit, men inte längre[6] (Hierhin, aber nicht weiter) Brombergs förlag 2019
- Lucky Lada och jag[7] (Lucky Lada und ich) Natur & Kultur 2022
- En magisk man[8] (Ein magischer Mann) Natur & Kultur 2025

## Preise und Auszeichnungen
- 2021: Malmö Stads kulturstipendium[9] ist ein Stipendium der Stadt Malmö, der einmal jährlich vom Kulturpreisausschuss der Stadt Malmö verliehen wird.